# Валерій Третьяков
Валерій Третьяков (лит. Valerij Tretjakov; нар. 19 січня 1958, Луганськ) — філолог, журналіст, литовський політичний та громадський діяч.

## Біографія
Народився 19 січня 1958 року в Луганську. В 1975 році закінчив середню школу в Анапі. У 1979—1991 роках — працівник будівельного тресту Вільнюса. В 1984 році закінчив філологічний факультет Вільнюського університету за спеціальністю філологія. 
1991—1995 — займається приватним бізнесом. 
1995—2000 — очолював UAB «Litovskij kurjer», видавав щотижневу газету російською мовою. 
2000—2004 — Член Сейму Литовської Республіки, обраний за списком Нового Союзу (соціал-ліберали). 
У 2004 році — кандидат від коаліції Альгірдаса Бразаускаса та Артураса Паулаускаса «За працю для Литви» до членів Сейму Литовської Республіки в окрузі № 10.
Член Асоціації російських видань, член Світової асоціації газет, член Литовської спілки журналістів. 